# Temari
Pour les articles homonymes, voir Temari (homonymie).

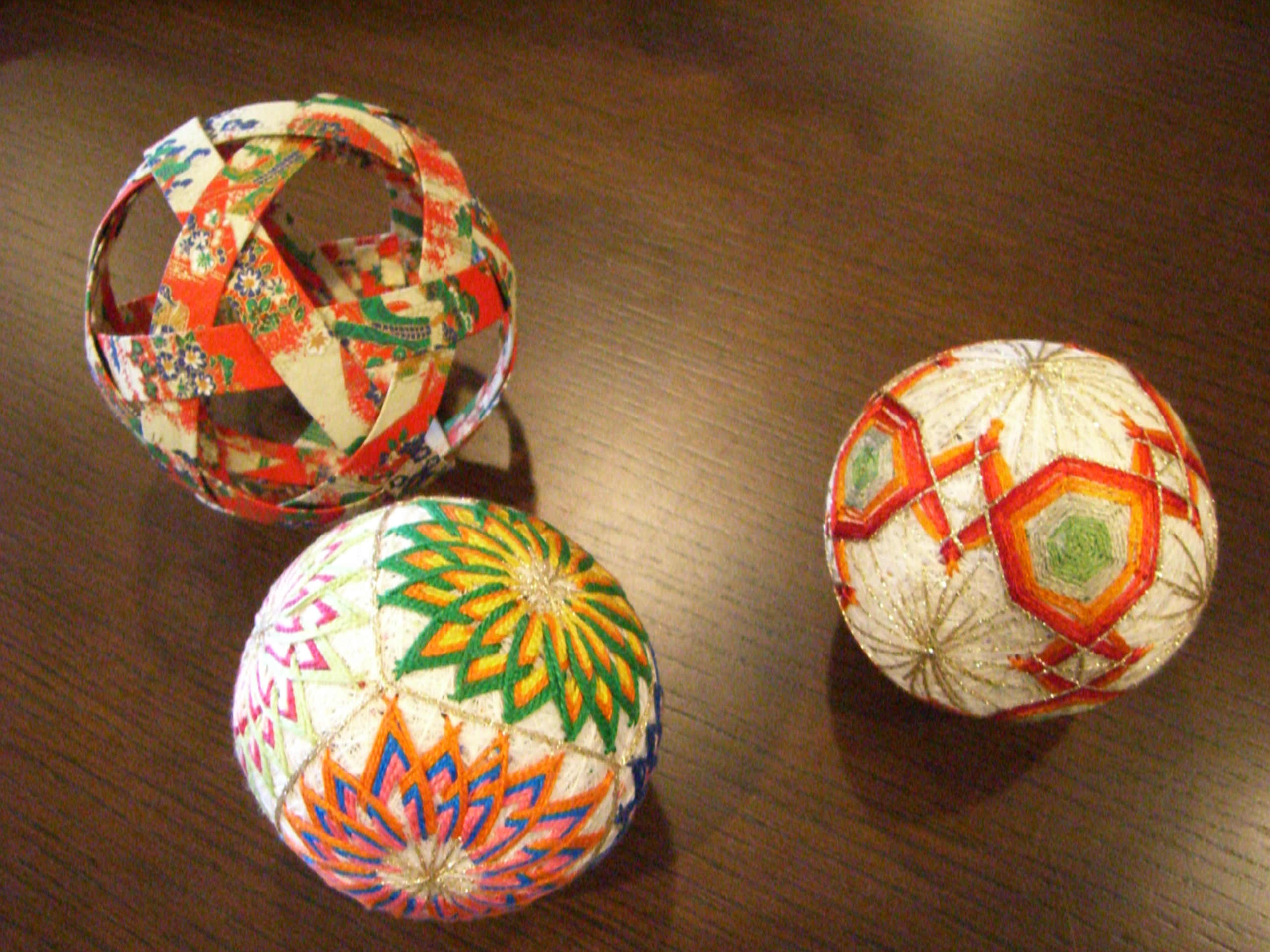
Temari.

Le temari (手毬/手鞠, lit. « balle à main »), originaire de Chine et introduit au Japon entre 1400 et 1500, était à l'origine un jouet pour enfant (une balle), confectionné à partir de restes de soie de vieux kimonos.
Il est aussi connu sous le nom de goten-mari.

## Techniques
Les temari sont construits à partir de morceaux de soie roulés en boule autour d’un noyau de papier, cousus, puis recouverts de bandes de tissu ou de fils décoratifs.

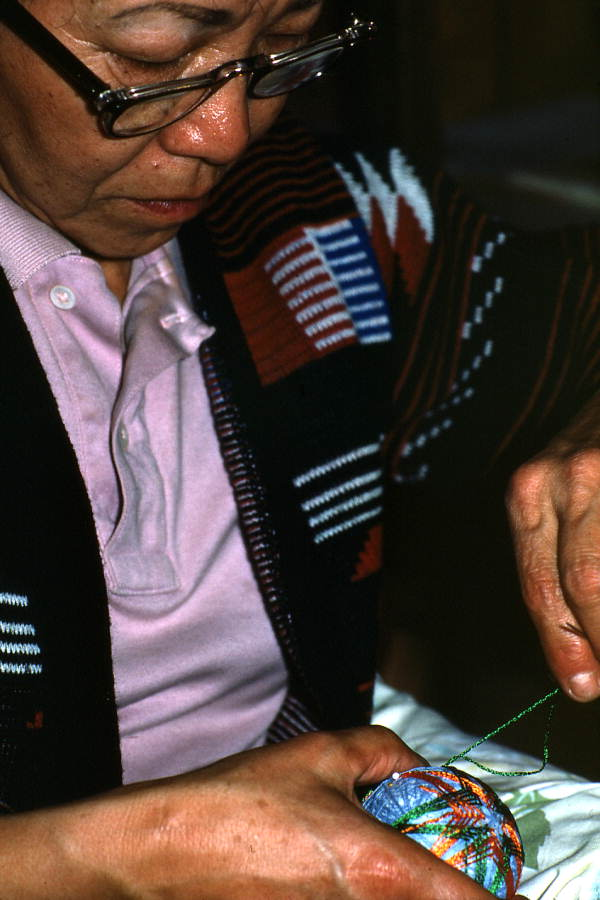
L’artiste Kazuko Law brodant un temari.

Avec le temps, les coutures se transforment en broderies, de plus en plus fines et compliquées. Perdant leur rôle de jouet d'enfant avec l'arrivée du caoutchouc, les balles temari deviennent des objets d'art, des cadeaux du Nouvel An japonais, des porte-bonheur. Au XVIIe siècle, les dames de la cour impériale rivalisent de créativité et de minutie pour reproduire sur des temari des motifs traditionnels géométriques ou floraux, en utilisant les mêmes matériaux et techniques que pour la confection des kimonos.
Parmi les décorations courantes, on retrouve kiku-sashi, la fleur de chrysanthème, hana-sashi, un motif floral, kikko, formé d’hexagones et mitsuhishi, construit autour de trois diamants représentés par des losanges.

## Traditions
Traditionnellement, les balles temari étaient offertes aux enfants par leurs parents à l'occasion du Nouvel An. On pouvait y placer à l'intérieur, lors de la fabrication, un petit morceau de papier sur lequel était inscrit un vœu pour l'enfant. D'autres balles pouvaient contenir un grelot, ou des grains de riz, pour « faire du bruit ».